# Regno di Sardegna (1324-1720)
Il Regno di Sardegna ebbe inizio formalmente a Roma – come Regnum Sardiniae et Corsicae – nell'antica basilica di San Pietro il 4 aprile del 1297 allorché papa Bonifacio VIII, per risolvere la contesa tra Angioini e Aragonesi circa il Regno di Sicilia (che aveva scatenato i moti popolari passati alla storia come Vespri siciliani), attraverso la bolla Ad honorem Dei onnipotenti Patris investì il re d'Aragona Giacomo II dello ius invadendi sulla Sardegna e sulla Corsica.
Il nuovo regno fu poi realizzato giuridicamente e territorialmente dagli Aragonesi il 19 giugno del 1324 limitatamente alla sola Sardegna in quanto gli Aragonesi non riuscirono a sottrarre la Corsica ai Genovesi, nonostante i vari tentativi.
Nel corso del XV secolo venne utilizzata la denominazione di Regnum Sardiniae e la monetazione coniata fin dall'istituzione del regno porterà il riferimento alla sola Sardegna.

## Lo Stato sardo
Il Regno di Sardegna era uno Stato vero e proprio, con un territorio ben definito, con un popolo ed un ordinamento giuridico, inserito in una confederazione a cui capo era un unico sovrano, i cui atti, a seconda delle situazioni, portavano uno, alcuni o tutti i titoli di cui lo stesso sovrano era portatore.
Faceva inizialmente parte del variegato complesso di Stati che formavano la Corona d'Aragona e, dal 1479 in poi, la Corona di Spagna.
Ottenne il controllo totale dell'isola solo nel 1420, quando gli Aragonesi, sconfitto definitivamente il Giudicato di Arborea, ultimo a capitolare, ne incamerarono i territori.

## L'unificazione del Regno

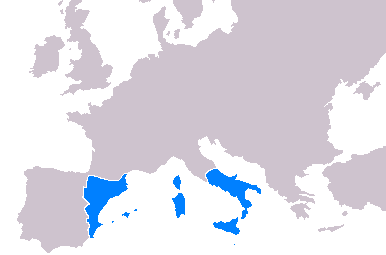
Nel 1324 il regno di Sardegna entrò a far parte del variegato complesso di Stati che formavano la Corona d'Aragona

Durante il XIII secolo, al tempo di Pietro III d'Aragona, la corona di Aragona era protesa verso un'audace espansione politica e mercantile su tutta l'area mediterranea, in netta concorrenza con le marinerie pisane, genovesi e veneziane alle quali contendeva il predominio sui ricchi mercati orientali. Grazie ad una rotta d'altura chiamata ruta de las islas, attraverso le isole Baleari, la Sardegna, la Sicilia, la Grecia e Cipro, e per mezzo di empori lungo queste tappe intermedie, i catalani riuscivano a dimezzare i tempi di percorrenza delle navi mercantili, con un gran risparmio sui costi nella tratta da Barcellona a Beirut. La Sardegna, per la sua posizione strategica, era una base indispensabile per questo audace progetto in quanto i suoi porti costituivano un approdo ideale per le navi che percorrevano quelle rotte. Da quando poi Giacomo II d'Aragona, ricevuta la corona del regno di Sardegna e Corsica, si trovò nella condizione di non poter sostenere economicamente la dispendiosa conquista militare e si trovò nella necessità di invocare l'aiuto dei suoi sudditi, allora l'Isola rappresentò per i catalano-aragonesi una terra che prometteva facili arricchimenti.
 Rispondendo positivamente al loro sovrano, contribuirono in prima persona al finanziamento delle spedizioni militari, spinti dalla certezza di una lauta ricompensa. A conquista avvenuta, infatti, il Re ricompensò e premiò generosamente chi aveva contribuito al successo, distribuendo cariche, prebende, terre e privilegi. La presa di possesso del Regno – come di consueto a quei tempi – fu dunque un'operazione militare vera e propria e si verificò solamente nel 1324, sottraendo i territori della Gallura e del Cagliaritano ai Pisani. In quell'anno, nei pressi dell'attuale Cagliari, nacque il primo nucleo territoriale del regno di Sardegna. Le due isole in realtà erano già stabilmente conformate politicamente e fu in totale spregio della loro autonomia che il Papa dava al re d'Aragona piena licentia invadendi, cioè il permesso di occuparle militarmente per dare vita al regno di Sardegna e Corsica. I giudicati di Calari, di Arborea, di Torres e di Gallura erano Stati sovrani, ciascuno dei quali superiorem non recognoscens, formatisi come conseguenza dell'isolamento cui fu costretta l'Isola in seguito all'espansione islamica nel Mar Mediterraneo, tra VIII e IX secolo, ed al conseguente ritiro da parte dei Bizantini. Dopo la conquista araba della Sicilia, il territorio sardo si ritrovò già diviso in più entità autonome, sull'orma della suddivisione amministrativa bizantina. Ben presto queste entità amministrative presero fisionomia in quattro regni indipendenti e i loro rispettivi territori corrispondevano a quelli dei quattro lociservatores che l'amministrazione bizantina aveva lasciato in eredità. L'origine storica dei regni sardi medievali risiederebbe, quindi, nell'evoluzione delle antiche circoscrizioni bizantine in entità sovrane autonome. Le repubbliche marinare di Pisa e di Genova avevano aiutato i sardi a liberarsi dalle scorrerie barbaresche, ma l'aiuto prestato ebbe come conseguenza una loro sempre più crescente ingerenza, fino a quando non la occuparono militarmente e si spartirono tre dei quattro regni, fino ad allora rimasti indipendenti: il Giudicato di Cagliari, quello di Gallura e quello di Torres. Estese aree lungo tutta la costa orientale, dal Cagliaritano fino alla Gallura, costituivano invece i territori d'oltremare del Comune di Pisa, mentre vasti erano i possedimenti delle ricche famiglie dei Doria, dei Malaspina e dei Donoratico nella parte nord occidentale. La Corsica dal 1299 apparteneva stabilmente alla repubblica di Genova e, nonostante i vari tentativi di invasione, non fu mai conquistata.

### Il Regno di Arborea e le guerre nazionaliste di Mariano IV

Il 29 febbraio 1324, con la sconfitta dei pisani a Lucocisterna, i catalano-aragonesi si impossessarono dei loro territori dando vita al Regno di Sardegna e Corsica

Il regno di Arborea fu quello che oppose una fiera resistenza e aspre furono le guerre che i regnicoli sostennero per unificare l'isola. Il regno di Sardegna fu svariate volte sul punto di soccombere definitivamente e di scomparire. Per lunghi periodi fu ridotto unicamente alle città fortificate di Castel di Castro e di Alghero, mentre tutto il restante territorio isolano era in mano arborense. Paradossalmente, l'invasione della Sardegna fu possibile grazie al contributo militare dato proprio dai sardi arborensi alla realizzazione della prima testa di ponte sull'isola per conto dei regnicoli. Per un errato calcolo politico, infatti, Ugone II de Bas Serra si alleò con Giacomo II di Aragona con il preciso piano di diventare suo luogotenente nei territori conquistati al Comune di Pisa. Anche se già legittimamente sovrano del suo regno, ambiva a governare direttamente ed indirettamente tutta la Sardegna e la Corsica. Dopo la sanguinosa battaglia di Lucocisterna il 29 febbraio 1324, le truppe arborensi collaborarono alla presa di Castel di Castro. Nel trattato di resa, sottoscritto da vincitore anche da Ugone II, i pisani rinunciarono ai loro possedimenti nel Cagliaritano e nella Gallura, tenendosi in feudo la città di Cagliari, persa poi definitivamente l'anno seguente dopo la sconfitta della flotta pisana nelle acque del golfo degli Angeli. 
Gli anni che seguirono lo sbarco sull'isola furono per il regno assai tormentati. Nel 1347, con la salita al trono di Mariano IV di Arborea, figlio di Ugone II, iniziò un lungo periodo di guerre accompagnato da terribili epidemie di peste. Intelligente e colto, in un primo tempo alleato dei regnicoli, Mariano IV si rese ben presto conto che l'Isola era troppo stretta per due stati sovrani. La guerra fu dichiarata dalla Corona de Logu nel settembre 1353. Il suo esercito invase il Cagliaritano, catturò in uno scontro Gherardo della Gherardesca, comandante dei catalano-aragonesi, e assediò Castel di Castro. Nel nord dell'Isola le sue truppe, insieme a quelle alleate dei Doria, riuscirono a prendere Alghero e posero sotto assedio la città di Sassari. Il re di Sardegna Pietro il Cerimonioso reagì inviando una spedizione militare. Giunto nell'isola, fallì però miseramente l'intento di fermare gli arborensi. L'11 luglio 1355 fu firmata la pace di Sanluri, assai vantaggiosa per Mariano IV anche se prevedeva la restituzione di Alghero. Dopo un decennio di pace, Mariano IV, munito di una licenza invadendi rilasciata dal pontefice Urbano V in quanto il re d'Aragona non pagava alla Chiesa in censo pattuito al momento dell'incoronazione, il 18 ottobre 1365 riprese la guerra. Pietro il Cerimonioso allestì una nuova spedizione militare. Con a capo Pietro Martinez de Luna, gli aragonesi sbarcarono sull'Isola ma furono duramente sconfitti in una furiosa e sanguinosa battaglia nei pressi di Oristano, nel giugno 1368. Ormai padrone della Sardegna, Mariano IV portò avanti il suo disegno unificatore; continuò la guerra e mise sotto assedio la città di Sassari, questa volta espugnandola. Al regno di Sardegna e Corsica non restavano che le sole città di Cagliari e di Alghero, che resistevano ancora perché rifornite via mare. Non riuscì però a coronare il suo sogno: proprio mentre si apprestava a dare la spallata finale, nell'estate del 1376, all'età di 57 anni morì di peste. Alla morte di Mariano IV salì al trono il figlio Ugone III. Questi aveva avuto un'educazione prettamente militare ed aveva seguito il padre nelle numerose campagne militari contro gli aragonesi. Seguendo la politica paterna rivolse i suoi sforzi alla continuazione delle ostilità. Con le guerre di Mariano IV prima e con Ugone III poi gli arborensi erano ormai padroni dell'isola. Il diritto al tirannicidio se il sovrano non rispettava il giuramento del bannus-consensus, portò il popolo a condannarlo a morte a causa della sua ferocia. In seguito alla morte di Ugone III e dell'erede legittimo si aprì una difficoltosa fase di successione e la Corona de Logu chiamò a regnare Federico Doria Bas, figlio primogenito di Eleonora d'Arborea e di Brancaleone Doria. Avendo però 6 anni, governò per suo conto la madre Eleonora, che fu reggente anche per l'altro figlio, Mariano V, divenuto giudice quando morì il fratello all'età di 10 anni. Fu il marito Brancaleone che condusse la guerra contro il regno di Sardegna continuando il sogno unificatore di Mariano IV. Il 1º aprile 1391 ricusò la pace del 1388 e alla testa del suo esercitò occupò Sassari. Insieme al figlio Mariano invase i territori aragonesi della costa nord orientale, espugnando i castelli della Fava (presso il paese di Posada), di Galtellì, di Pedreso e di Bonvenì o San Michele, nei pressi di Cagliari. Ben presto conquistò tutta la Sardegna settentrionale, lasciando in mano aragonese solo Alghero e Santa Teresa di Gallura. A settembre si diresse verso Sud e il 3 di ottobre con il suo esercito entrò a Iglesias e occupò tutto l'Iglesiente: in meno di sei mesi, il regno di Sardegna e Corsica si era nuovamente ridotto alle sole città di Alghero e di Cagliari.

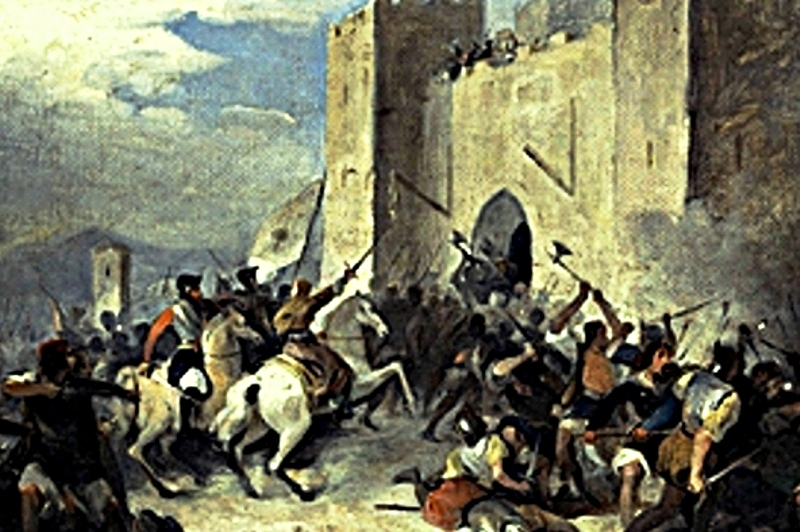
Giovanni Marghinotti, la Battaglia di Sanluri

### La battaglia di Sanluri
Verso la fine del XIV secolo e gli inizi del XV secolo, la Sardegna subì i devastanti effetti della morte nera, che già aveva seminato morte in tutta Europa. L'epidemia si diffuse in tutta l'isola decimando città e villaggi già fortemente provati dalle estenuanti guerre. Ovunque regnavano morte e disperazione, e in questo scenario apocalittico anche le operazioni militari si fermarono. Morì Eleonora, morì anche il figlio Mariano V senza lasciare eredi. Alla Corona de Logu non restò che affidare il Regno agli eredi di Beatrice d'Arborea, sorella di Ugone III e di Eleonora, nonché moglie di Amerigo VI, visconte di Narbona; suo nipote, Guglielmo III di Narbona, fu allora designato giudice. Intanto, approfittando dei problemi di successione al trono arborense, il 6 ottobre 1408, un potente esercito, al seguito di Pietro Torrelles, generale di Martino I il Giovane, re di Sicilia ed erede alla corona di Aragona, sbarcò a Cagliari. L'8 dicembre arrivò sull'isola anche Guglielmo III di Narbona ed il 13 gennaio 1409 fu incoronato ad Oristano re di Arborea. Dopo svariati tentativi di trovare un accordo diplomaticamente, non riuscendo a trovare nessun compromesso, la guerra fu inevitabile.

Stemma Narbona-Arborea

I primi scontri avvennero in mare, quando il 1º giugno 1409, nel golfo dell'Asinara la flotta catalano-aragonese distrusse 6 galere genovesi mandate in aiuto agli arborensi, mentre il 30 giugno, le campagne di Sanluri furono teatro della battaglia decisiva tra il regno di Sardegna e Corsica ed il regno di Arborea. L'esercito di Guglielmo III di Narbona era composto da 17 000 fanti arborensi, duemila cavalieri francesi e mille balestrieri genovesi. L'esercito del regno di Sardegna e Corsica era composto invece da ottomila fanti e tremila cavalieri siciliani, aragonesi, valenzani e balearini. Meglio armati ed organizzati, sfondarono la parte centrale dello schieramento arborense, dividendolo in due tronconi. La battaglia fu durissima e si risolse in una vera disfatta per i sardo-giudicali. Venticinque giorni dopo la battaglia, Martino il Giovane morì improvvisamente di malaria e Pietro Torrelles, già suo luogotenente, continuò la guerra. Il 17 agosto 1409, nei pressi di Santa Giusta, si svolse la seconda battaglia e questa volta furono i catalano-aragonesi a subire gravissime perdite, lasciando sul campo più 6.500 morti. Ma inspiegabilmente Pietro Cubello, comandante degli arborensi al posto di Guglielmo di Narbona – andato in Francia per cercare rinforzi –, non sfruttò appieno il vantaggio militarmente acquisito e si ritirò in Oristano. Intanto affluivano ingenti rinforzi dalla Spagna e ben presto, riorganizzatisi, gli iberici espugnarono Bosa e misero sotto assedio Oristano. A questo punto della guerra, per motivi sconosciuti, Pietro Cubello, il 29 marzo 1410, si arrese senza combattere. Molti storici pensano ad una collusione con il nemico, anche perché di lì a poco ricevette in feudo – dal re di Sardegna – il Marchesato di Oristano.

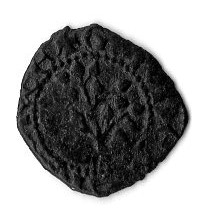
Moneta fatta coniare nel 1410 da Guglielmo III di Narbona, in qualità di Giudice di Arborea

### Resistenza arborense e genovese
Ma il regno di Arborea, benché avesse perso la sua capitale e i territori storici, era ancora vivo e controllava tutta la Sardegna nord orientale. La capitale venne spostata a Sassari e Guglielmo III di Narbona, rientrato nell'isola, manteneva vivo il conflitto, aiutato dai genovesi e da Nicolò Doria, figlio di Brancaleone Doria. Espugnò il castello di Longosardo per poi minacciare direttamente Oristano. Il 6 maggio 1412, cercò di impadronirsi di Alghero al comando di un esercito composto da francesi e sassaresi, ma i catalani li respinsero. Con il passare del tempo, tuttavia, il regno si avviava ormai verso un'inesorabile decadenza. Malvisto dai sardi giudicali e sfiduciato, il 25 maggio 1414, Guglielmo III cercò un accordo con il Re di Sardegna. Gli vennero offerti 100.000 fiorini d'oro, ma Ferdinando I di Aragona morì improvvisamente prima di arrivare ad una conclusione. Al suo posto, salì a sul trono della Corona il figlio Alfonso V di Aragona. Con lui al potere, la corona raggiunse la massima estensione territoriale e prese sul serio l'idea di unificare definitivamente tutti i territori del regno di Sardegna e Corsica. Da tempo in Spagna si stava allestendo una poderosa flotta per invadere la Corsica. Senza indugi, ruppe unilateralmente la pace con Genova e i vari trattati sottoscritti. Volle comunque portare prima a termine le trattative – già intavolate dal padre – per l'acquisto dei diritti sulla corona di Arborea. Il 17 agosto 1420, ad Alghero, dopo più di cinque secoli, per 100.000 fiorini d'oro finì per sempre il Regno di Arborea. Di lì a poco, intanto, la spedizione contro la Corsica andò incontro ad un completo fallimento.
La città di Castelsardo, allora chiamata Castel Doria o Castelgenovese perché sotto il governo dei Doria, resistette ancora più a lungo alla conquista catalano-aragonese, venendo occupata solo nel 1448, stesso anno in cui venne nominata città regia. Dal Regno di Sardegna restavano così escluse solo le isole dell'arcipelago di La Maddalena, che vennero annesse solo in epoca sabauda da Vittorio Amedeo III di Savoia nel 1767-69, anche in questo caso sottraendone il controllo ai genovesi.

### La rivolta di Leonardo De Alagón e la Battaglia di Macomer
Dopo la morte di Leonardo Cubello, marchese di Oristano e conte del Goceano, e del figlio Salvatore (1470), il marchesato fu rivendicato da Leonardo De Alagón, discendente dei Cubello per parte di madre. La rivendicazione di Leonardo, però, incontrò l'opposizione del viceré Nicola Carros, discendente di Ugone II di Arborea per parte di madre. A causa di queste tensioni fra opposte fazioni, ad Oristano scoppiò una rivolta capeggiata da Leonardo De Alagón. Il 14 aprile 1470, l'esercito del viceré – che si apprestava ad occupare la città e a sedare i disordini – fu sconfitto dai rivoltosi nella battaglia di Uras. Nicolò Carros riferì al re di Sardegna del pericolo che il «Principe dei sardi» rappresentava, temendo che potesse scatenare una rivoluzione generale su tutta l'isola. Infatti il malcontento verso gli aragonesi aumentava tra gli arborensi che non avevano mai abbandonato il sogno di un'isola tutta indigena. Giovanni II allora, dopo aver concesso a Leonardo l'investitura del marchesato, allarmato, sentenziò nei confronti di tutta la famiglia Alagón – una terribile condanna di morte e la confisca di tutti i beni concessi. A quel punto nel 1475, la rivolta si allargò ulteriormente e Leonardo de Alagón, riallacciandosi alle eroiche gesta dei Giudici di Arborea, che combatterono contro il regno di Sardegna in difesa dell'indipendenza del loro regno, radunò sotto le insegne del glorioso giudicato tutte quelle popolazioni dell'Isola insofferenti del dominio straniero. Dalla Spagna e dagli altri stati della Corona furono inviati rinforzi, mentre sull'isola una violenta epidemia di peste bubbonica devastava i villaggi e le città. La battaglia decisiva fu preceduta da sanguinosi scontri a Mores e ad Ardara. Il 19 maggio 1478, l'esercito del viceré sorprese i sardi ribelli nei pressi di Macomer. Lo scontro fu durissimo. Leonardo de Alagón fu sconfitto dalle soverchianti forze aragonesi formate da contingenti di spingarderos e armate con potenti artiglierie giunte dalla Sicilia. Artale, il figlio di Leonardo, morì combattendo. Sul campo perirono dagli 8.000 ai 10.000 uomini. Leonardo de Alagón fuggì a Bosa, da dove si imbarcò per raggiungere Genova. In alto mare fu però tradito, fatto prigioniero e consegnato all'ammiraglio aragonese Giovanni Villamarì, che lo condusse a Valencia. Condannato a morte, successivamente la pena gli fu tramutata in carcere a vita. Fu rinchiuso nel castello di Xativa, dove morì il 3 novembre 1494.

## La Corona di Aragona
Con la riconquista di Granada – il 2 gennaio 1492 – i Cristiani recuperarono pienamente il controllo di tutta la Penisola Iberica, cioè l'antica Hispania romana. Da quel momento la penisola rimase divisa in quattro territori cristiani: Castiglia (al quale fu incorporato il territorio ancora irredento del Sultanato di Granada), Aragona, Navarra e Portogallo. Ferdinando II di Aragona e Isabella di Castiglia si sposarono a Valladolid il 17 ottobre 1469, con un accordo conosciuto anche come la concordia di Segovia. Nel 1475, i due sovrani giurarono di non fondere le due corone in un unico Stato e ciascuna entità conservò le sue istituzioni e le sue leggi. Entrambi infatti si chiamarono: re di Castiglia, di Aragona, di León, di Sicilia, di Sardegna, di Cordova, di Murcia, di Jahen, di Algarve, di Algeciras di Gibilterra, di Napoli, conti di Barcellona, signori di Vizcaya e di Molina, duchi di Atene e di Neopatria, conti di Rossiglione e di Serdagna, marchesi di Oristano e conti del Goceano. Castiglia e Aragona diventarono il regno di Spagna. L'isola sotto la potente corona di Spagna divenne un mondo più propriamente spagnolo. Dopo la sconfitta subita da Leonardo de Alagón nel 1478, i nuovi arrivati infatti adottarono un indirizzo politico mirante a raggiungere il completo controllo del territorio, sia attraverso i feudatari nelle campagne che con gli ufficiali reali nelle città non infeudate. Il 19 gennaio 1479, dal Supremo Consiglio di Aragona, le due isole del Tirreno vennero separate nelle intitolazioni regie e – tranne che per il papato – il «regno di Sardegna e Corsica» si chiamò in tutta Europa unicamente Regno di Sardegna.

### Il feudalesimo

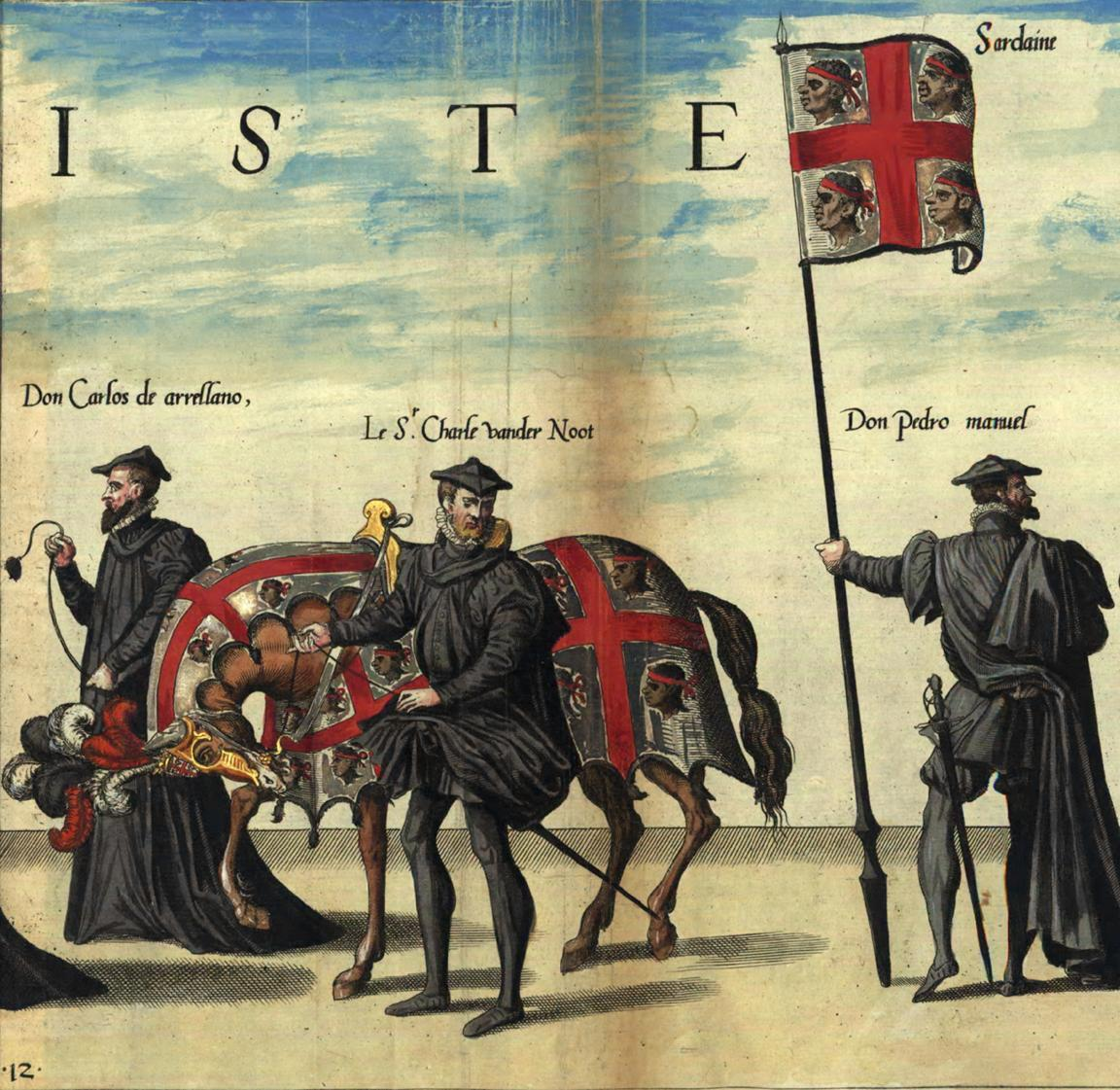
Bandiera del Regno di Sardegna metà XVI secolo

Tre mesi dopo la riconquista anti-musulmana, i re cattolici diedero inizio all'impresa di Cristoforo Colombo. Dopo il 12 ottobre 1492 iniziò per il mar Mediterraneo il suo repentino declassamento a favore dell'oceano Atlantico. Proprio mentre tutta l'Europa era sconvolta da importanti cambiamenti culturali ed economici, il sistema feudale oramai scomparso negli altri Stati, nel regno di Sardegna rappresentò invece uno degli aspetti più caratteristici dell'organizzazione spagnola. Il feudo fu il mezzo con il quale la Corona di Aragona ricompensò la nobiltà aragonese, catalana e valenzana che, sia attraverso donativi, sia personalmente, aveva contribuito alla conquista del Regno. Ma fu anche – nel quadro dell'ordinamento costituzionale e amministrativo – un effettivo organo di governo e di presidio del territorio. Con l'infeudazione passavano al feudatario tutti i poteri spettanti al sovrano, sia sulla terra che sugli abitanti, esclusi pochi diritti riservati alla Corona, quali l'obbligo di prestazioni militari e l'obbligo di un donativo annuo in proporzione al numero degli abitanti il feudo. Una delle prime conseguenze di questo (già allora) antiquato sistema, fu la scomparsa delle antiche classi rurali: scomparvero i grandi proprietari di terre così come le classi più umili che lavoravano la terra, con la conseguente sparizione delle colture e con l'impoverimento generale delle campagne. E infatti, i problemi più gravi e mai risolti restarono proprio quelli riguardanti le contrade agricole. Anche se costantemente furono poste all'attenzione dei rappresentanti spagnoli le questioni relative alla dura vita condotta dai contadini, in pratica non fu mai fatto niente per migliorare la loro condizione. Ai tanti stenti si aggiunsero poi anche le epidemie di peste e di colera che falcidiarono l'isola mietendo numerosissime vittime, oltre a quelle che annualmente già provocavano la malaria e le carestie. In quel periodo si andava così completando assai velocemente il processo di spopolamento del Regno: dopo l'epidemia di peste del 1680, negli anni che vanno dal 1678 al 1688, la popolazione passò da 337.000 a 253.000 abitanti. Quando poi in Spagna fu decisa la riorganizzazione del tribunale dell'Inquisizione, il provvedimento fu esteso anche al Regno di Sardegna e tra i processi più clamorosi intentati dagli inquisitori, è da ricordare quello contro Sigismondo Arquer, accusato di luteranesimo e mandato al rogo, a Toledo, nel 1571. Alla fine del XVII secolo ed agli inizi del XVIII secolo, quando la corona di Castiglia lasciò il regno ai sovrani sabaudi, le condizioni economiche e sociali isolane furono veramente deprimenti.

### Le scorrerie barbaresche
Alleati con i francesi e con i corsari barbareschi tunisini e algerini guidati da Khayr al-Din (chiamato «Barbarossa»), i turchi di Solimano il Magnifico razziarono costantemente le coste spagnole, italiane e sarde. Nel 1509 avevano messo a ferro e a fuoco Cabras, nel 1514 Siniscola subiva la stessa sorte e l'anno dopo ancora Cabras. Nel 1520 devastarono Sant'Antioco, Pula, Carbonara. Nel 1520 i francesi assalirono Castellaragonese (l'odierna Castelsardo), Terralba e Uras.Carlo I, allora sovrano del regno di Spagna, tentò di porre rimedio al flagello dei pirati barbareschi e, radunata a Cagliari una grande flotta, nel luglio del 1535, si diresse contro la loro principale base, situata a Tunisi, senza però conseguire apprezzabili risultati visto che le scorrerie continuarono ancora. Nel 1538 i predoni saccheggiarono Porto Torres, nel 1540 fu la volta di Olmedo. Nel tentativo di porre rimedio a questa piaga, nel 1541, fu allestita un'altra spedizione, avente come obiettivo di assalire Algeri, ma la flotta fu distrutta da una terribile tempesta prima ancora di raggiungere la costa magrebina.

### Frontiera tra Islam e Cristianità

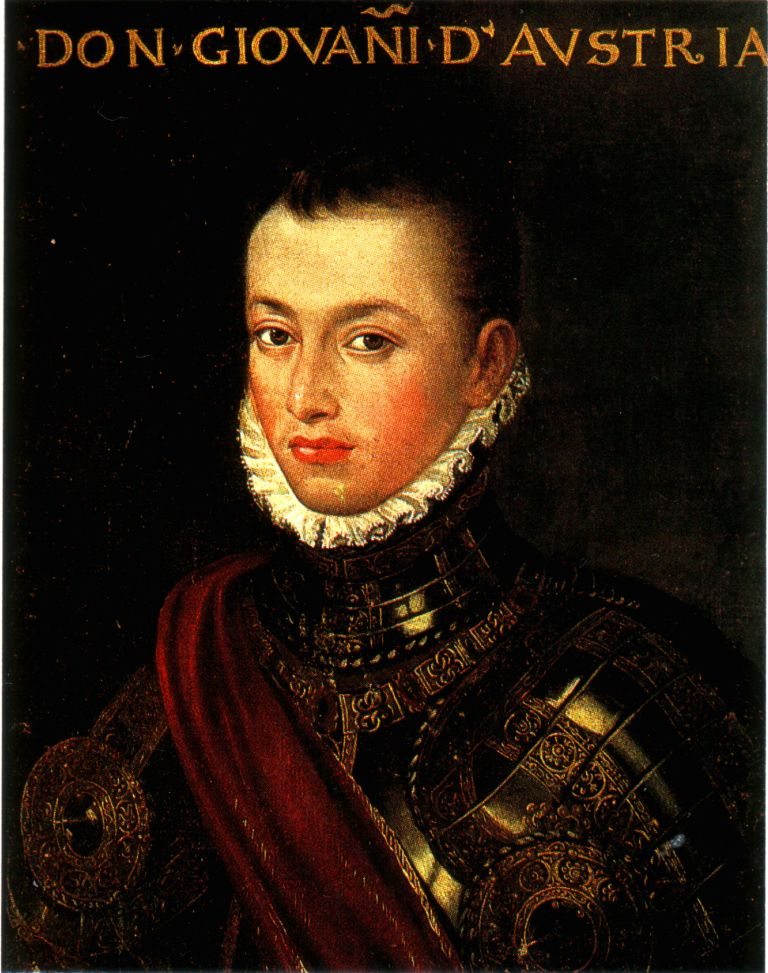
Don Giovanni d'Austria, fratello del Re di Sardegna Filippo II, fu il comandante della flotta cristiana a Lepanto

Dopo la vittoriosa battaglia di Lepanto nel 1571 contro Alì Pascià a cui prese brillantemente parte il Tercio de Cerdeña – sotto il comando del fratello del re di Sardegna, Don Giovanni d'Austria – e dopo la temporanea presa di Tunisi nel 1573, dal 1577 l'importante base barbaresca venne riconquistata dai musulmani e da allora la pressione turca nel Mar Mediterraneo aumentò ulteriormente. Gli spagnoli persero l'avamposto africano più orientale e furono obbligati ad arretrare la frontiera difensiva. Il Regno di Sardegna, che fino ad allora aveva avuto un ruolo secondario nello scacchiere difensivo mediterraneo, da allora in poi divenne un avamposto contro l'espansione ottomana: nell'isola passava quel confine invisibile che costituiva la frontiera tra paesi cristiani e musulmani. Si pose allora, urgentemente, il problema del potenziamento delle difese costiere e delle tre più importanti piazzeforti marittime: la capitale del Regno, la città di Alghero e la rocca di Castellaragonese, che costituivano l'ossatura nevralgica del sistema difensivo.

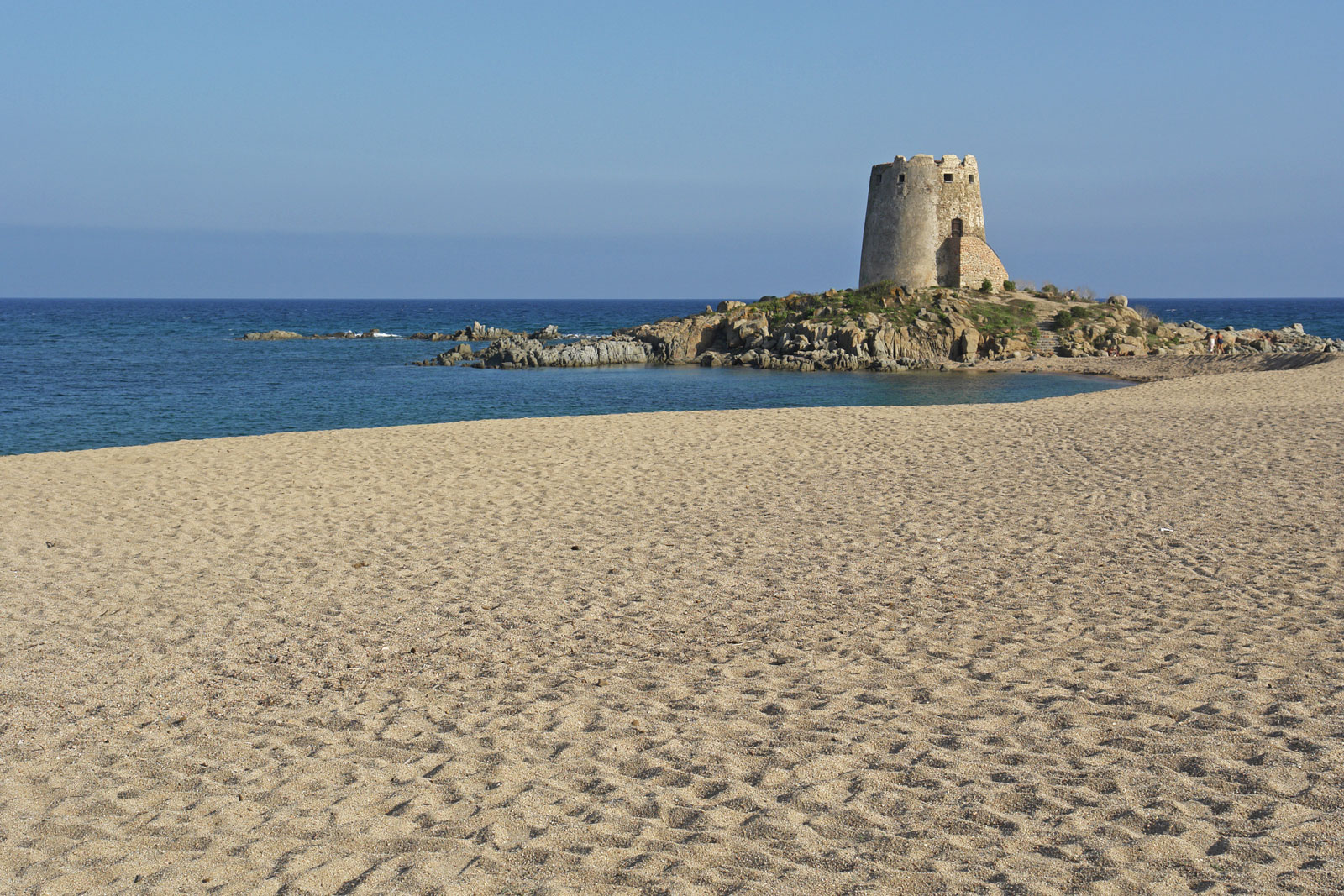
Bari Sardo – Torre costiera

 Le incursioni barbaresche intanto diventavano ancora più incessanti e non davano tregua. Per proteggere le popolazioni, come negli altri Stati della Corona, anche il regno di Sardegna si dotò di una rete difensiva costiera. A partire dal 1572, sotto la direzione di Marco Antonio Camos, si iniziò la costruzione di torri di avvistamento, poste in vista una dell'altra in modo da allertare la popolazione. Alla fine del Cinquecento quelle costruite sul mare erano ben 82. Dei grandi padelloni in ferro battuto, collocati in cima alle torri, servivano da contenitori per bruciare l'erica bagnata ed il bitume: si formava così un fumo denso e scuro, ben visibile da lontano. Ma nonostante gli sforzi sostenuti per rafforzare la sicurezza dell'isola, la difesa continuava ad essere abbastanza precaria anche perché le torri avevano il compito di segnalare l'imminente pericolo e dare l'allarme, ma gran parte di esse era priva di adeguate guarnigioni e di armamento pesante. Si possono ancora ammirare lungo la costiera sarda un centinaio di queste torri: nella parte settentrionale da Stintino fino a Santa Teresa di Gallura, da Posada a Villasimius lungo la parte orientale, nonché dall'Isola di San Pietro ad Alghero, sulla costa occidentale. Restarono attive fino al 1815, quando dopo il Congresso di Vienna venne imposto agli stati barbareschi la fine della tratta degli schiavi. Furono smilitarizzate nel 1867 dal nascente Regno d'Italia.

### Tentativo d'invasione francese del 1637
Iniziata in Boemia nel 1618 tra cattolici e protestanti, la guerra dei Trent'anni fu trasformata dal cardinale Richelieu in lotta politica contro la dinastia degli Asburgo di Spagna e d'Austria. Durante questo conflitto, una flotta di quarantasette vascelli, al comando di Enrico di Lorena, conte di Harcourt, il 21 febbraio 1637, sbarcò nei pressi di Oristano e saccheggiò la città per circa una settimana. Non volendo poi affrontare le milizie del Regno che arrivavano in soccorso della città assalita, i francesi si ritirarono precipitosamente, abbandonando anche gli stendardi che oggi sono custoditi nella cattedrale di Oristano. Dopo questo tentativo di invasione, si rese necessario ed urgente munire il regno di una flotta navale di difesa, ma le galee varate negli anni successivi furono solamente tre.

## La guerra di successione spagnola e la guerra della quadruplice alleanza

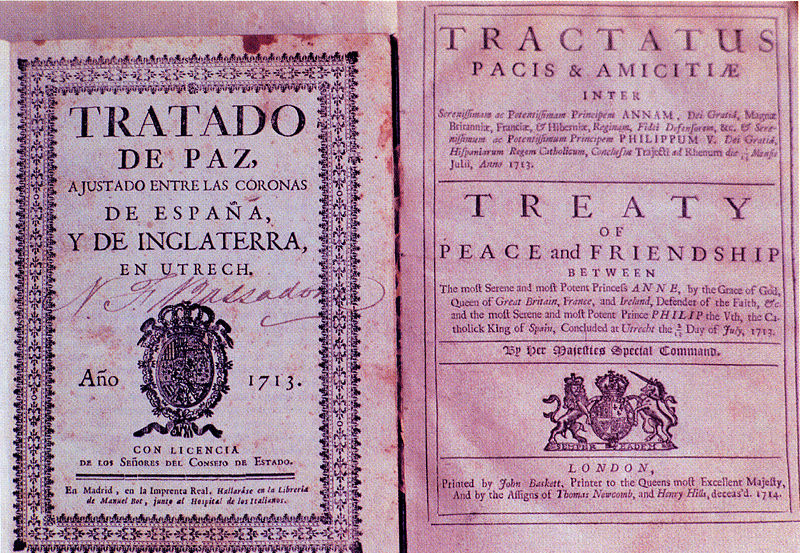
Prima edizione del Trattato di Utrecht, stampato in lingua inglese, spagnola e in latino

Agli inizi del XVIII secolo, quasi tutte le case regnanti in Europa erano unite tra di loro da legami di parentela. Quando un sovrano moriva senza lasciare eredi, si aprivano dure lotte per la successione al trono, lotte che spesso sfociavano in vere e proprie guerre: una di queste fu la guerra di successione spagnola che vide Spagna e Francia affrontare Austria, Prussia, Inghilterra, Portogallo, Repubblica delle Sette Province e gli Stati Sabaudi. La guerra scoppiò nel 1700 quando, a 39 anni, Carlo II di Spagna morì senza figli che potessero succedergli. Prima di morire, nelle sue ultime volontà, indicò come erede il duca d'Angiò, suo nipote. Ciò provocò le preoccupazioni delle altre potenze europee che temevano l'unione delle corone di Spagna e Francia e proposero come erede l'arciduca d'Austria, Carlo d'Asburgo. Il conflitto investì anche il Regno di Sardegna e nel 1708, una flotta anglo-olandese, composta da quaranta vascelli, si presentò nel golfo di Cagliari. La capitale del Regno, dopo un furioso bombardamento navale, si arrese il 13 agosto, aprendo le porte alla conquista dell'isola. Gli Alleati, dopo una serie di rovesci iniziali, vinsero battaglie decisive in Germania ed in Italia. Nel 1706 Torino, (per la difesa della quale Pietro Micca perse la vita in un eroico gesto), fu salvata dall'assedio francese da Eugenio di Savoia. L'Inghilterra dominava in lungo e in largo nel Mediterraneo arrivando ad occupare Gibilterra e riuscendo a sbarcare a Barcellona. In seguito agli aggiustamenti territoriali seguiti alla pace firmata a Utrecht nel 1713 il Regno di Sardegna passò agli Asburgo d'Austria mentre il duca di Savoia, Vittorio Amedeo II, ottenne il Regno di Sicilia con il relativo titolo regio. Successivamente, la Spagna riprese le ostilità nel tentativo di riappropriarsi della Sicilia e della Sardegna. Comandata dall'ammiraglio Stefano Mari, una flotta di centodieci navi cannoneggiò Cagliari, mentre 8000 soldati sbarcarono sulla spiaggia del Poetto. Il 29 agosto 1717 la città si arrese. Un anno dopo gli spagnoli riuscirono a prendere anche la Sicilia, ma la guerra si risolse in un disastro e furono sconfitti dall'Alleanza composta da Inghilterra, Savoia, Austria e Paesi Bassi.

### Il Regno di Sardegna ai Savoia

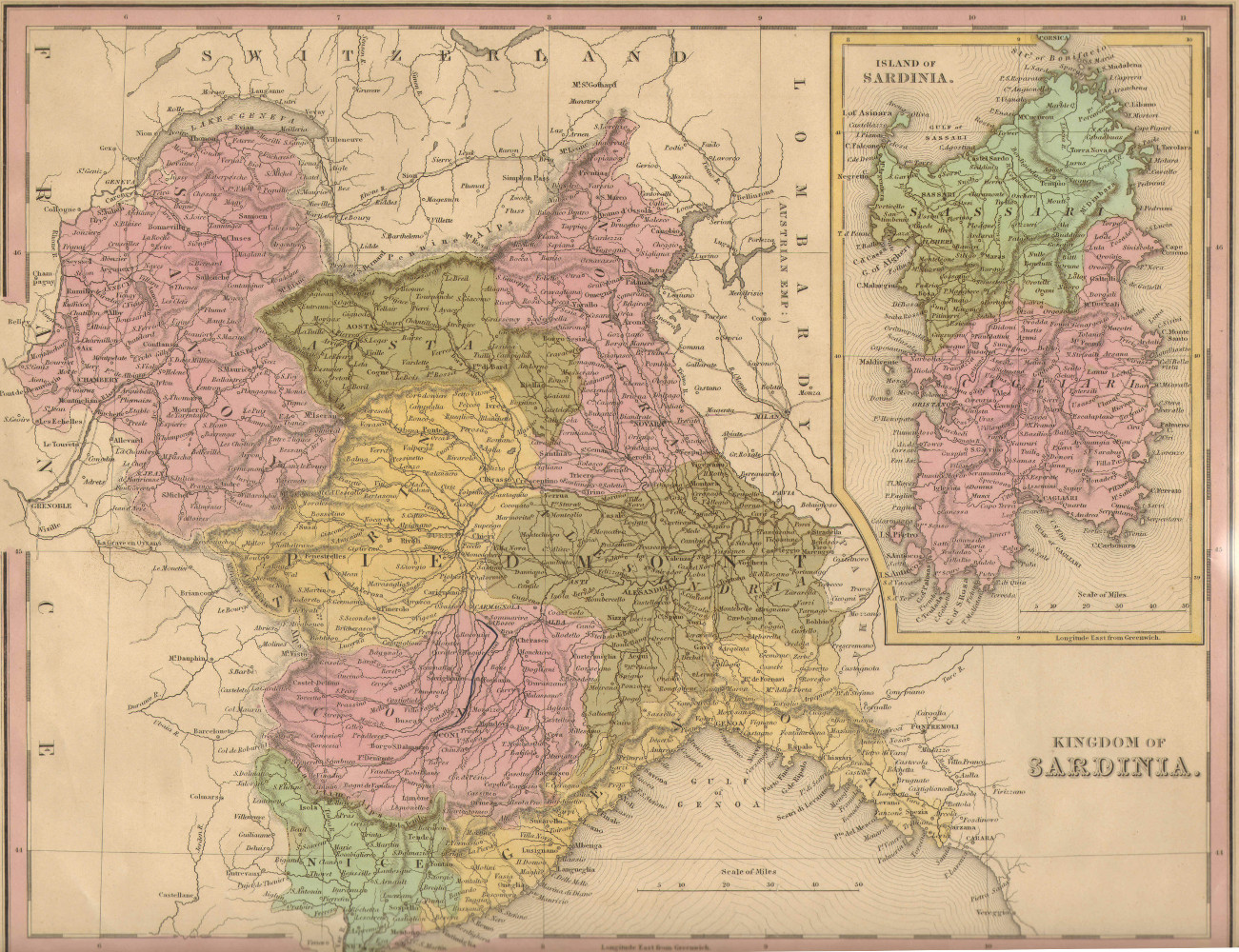
I territori del Regno di Sardegna nel 1839.

Seguì un nuovo trattato di pace (trattato di Londra del 1718), nel quale fu convenuto – tra l'altro – che il re Vittorio Amedeo II cedesse la Sicilia all'Austria in cambio della Sardegna. In ottemperanza al Trattato di Londra, fu sottoscritto all'Aia l'8 agosto 1720 l'accordo che sanciva il passaggio del Regno di Sardegna ai Savoia. Il titolo regio fu per l'antica casata la realizzazione di un obiettivo perseguito con costanza e tenacia attraverso i secoli. D'ora in avanti tutti gli stati appartenenti a Casa Savoia formeranno il «Regno di Sardegna» o «Regno sardo»: l'amministrazione statale utilizzerà l'aggettivo «sardo», dove richiesto, per tutti gli atti del Regno e i sudditi saranno chiamati «sudditi sardi».

## Evoluzione territoriale del Regno di Sardegna dal 1324 al 1720

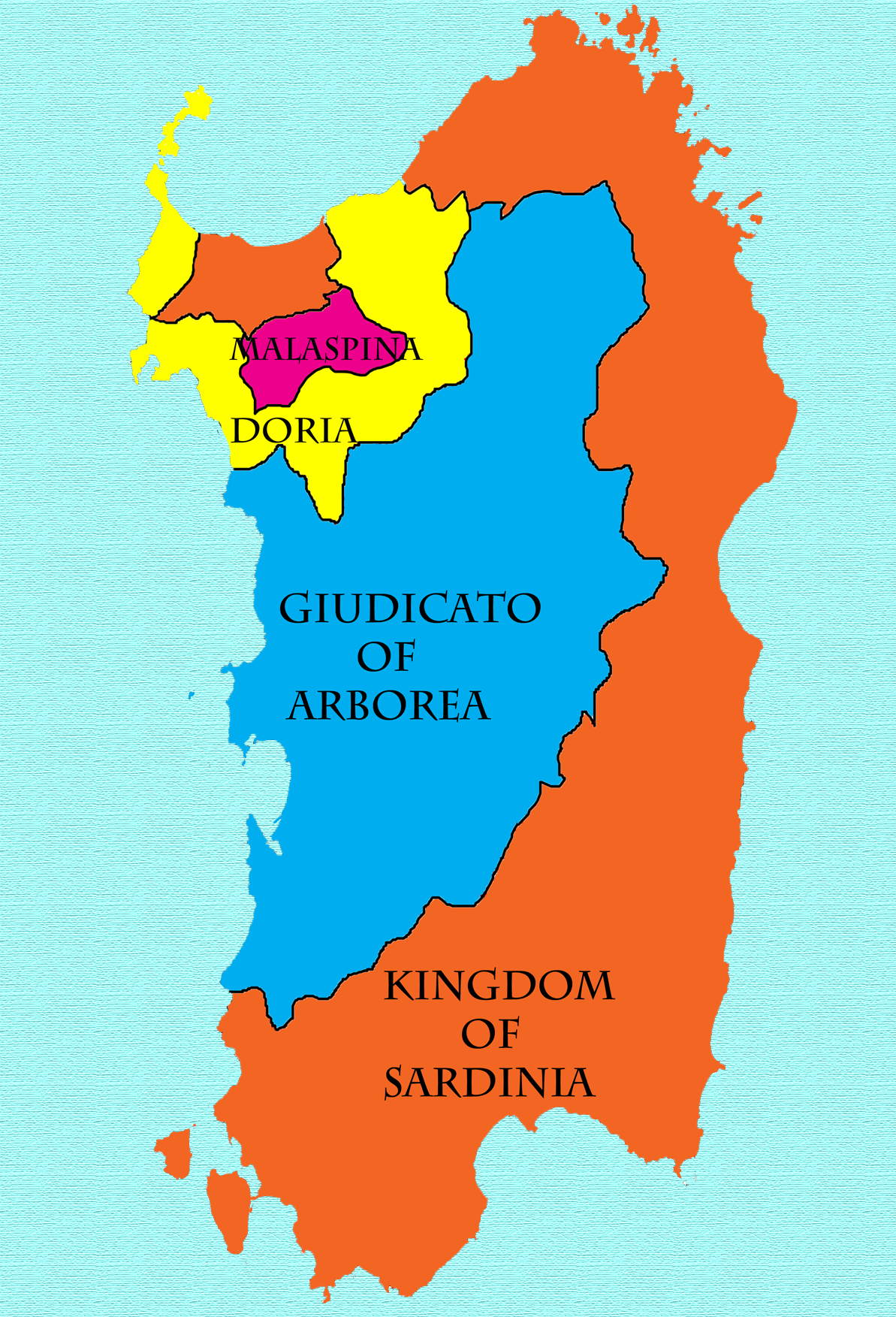
Il Regno di Sardegna (in arancio) dal 1324 al 1368
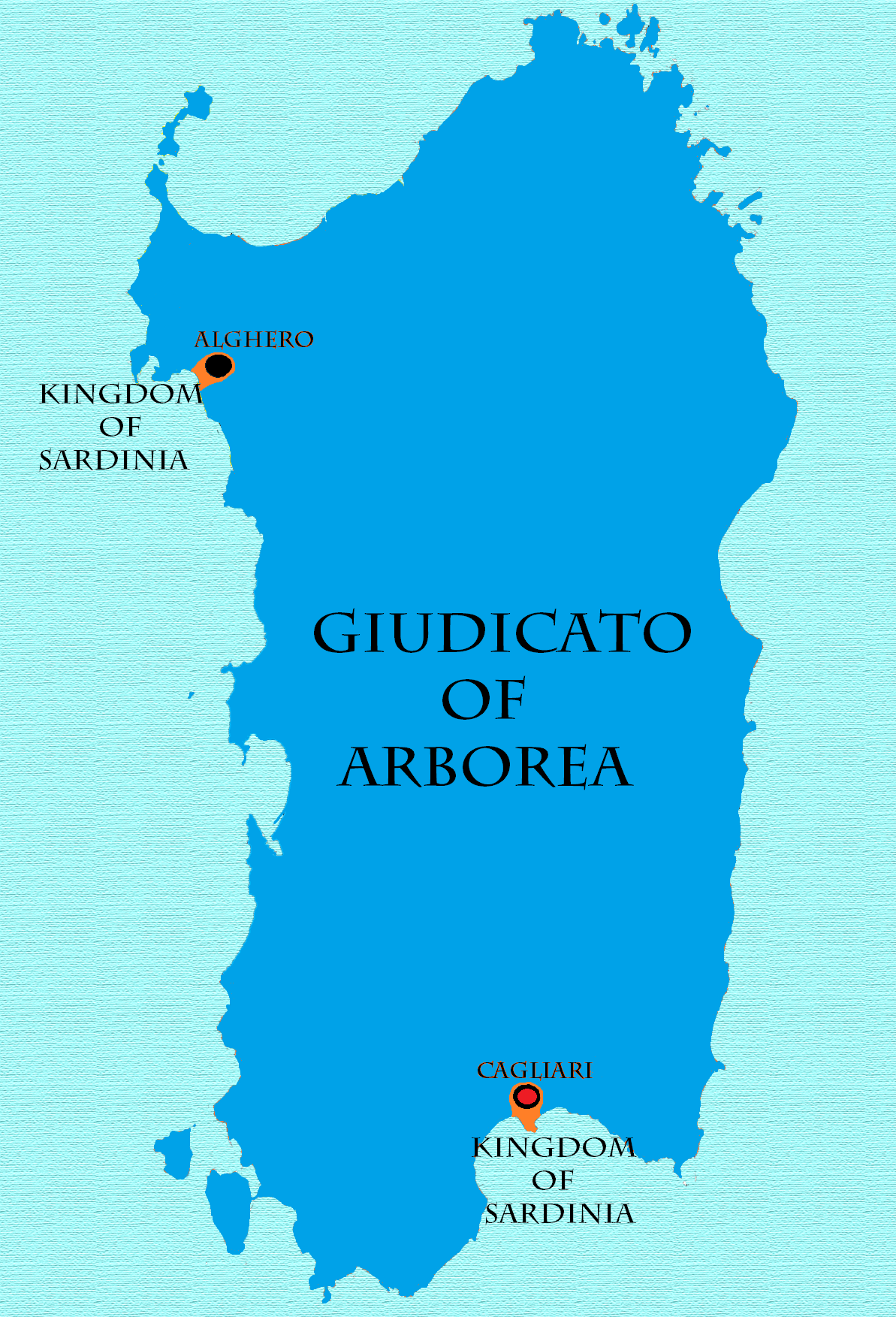
Il Regno di Sardegna dal 1368 al 1388 e dal 1392 al 1409
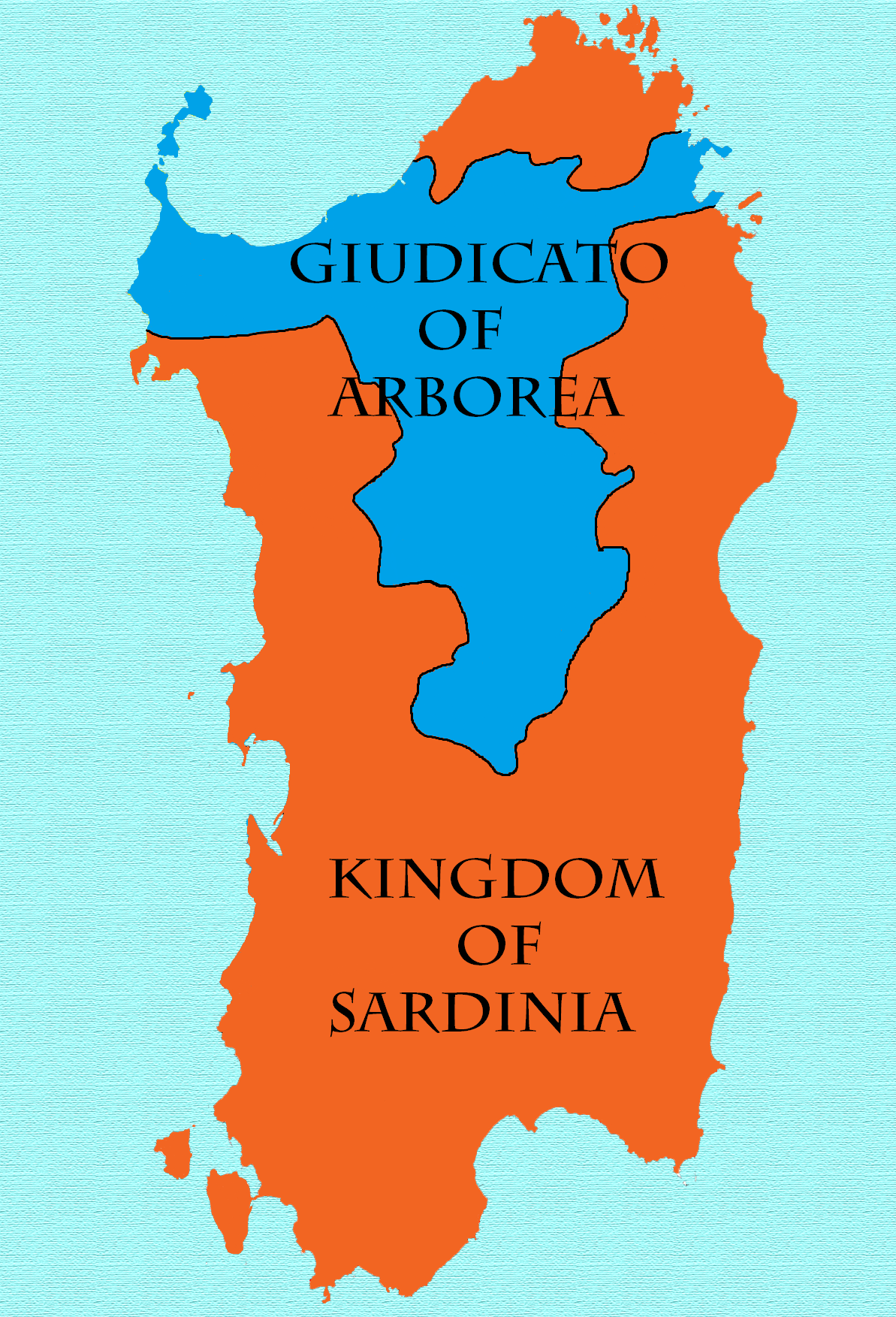
Il Regno di Sardegna dal 1410 al 1420
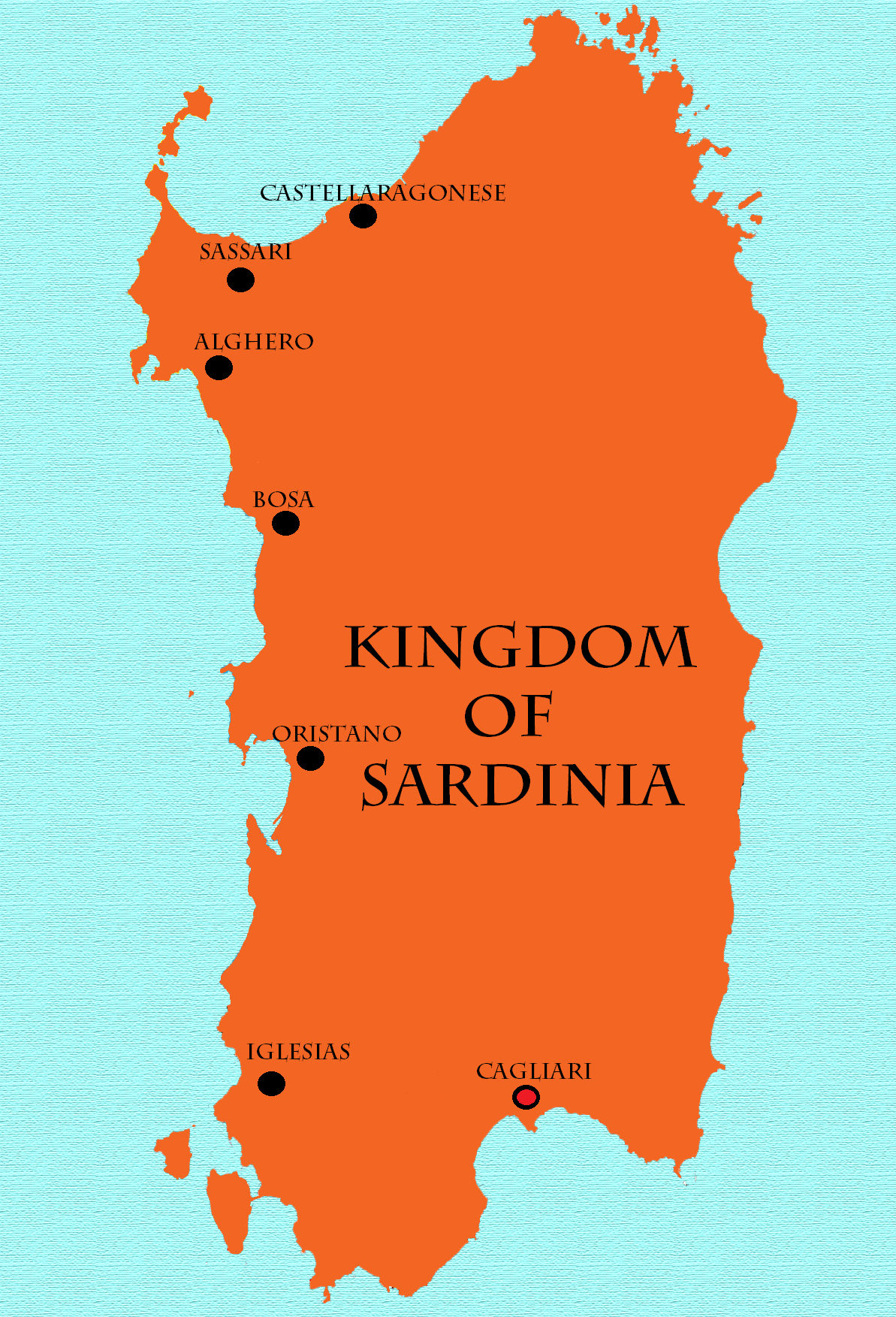
Il Regno di Sardegna dal 1448 al 1720, escluso l'arcipelago maddalenino